# 東京都立狹山自然公園
東京都立狹山自然公園（日语：／）是橫跨東京都東大和市、武藏村山市、西多摩郡瑞穗町的東京都立自然公園。
公園指定區域為狹山丘陵多摩湖（村山貯水池）周邊775公頃，鄰接埼玉縣立狹山自然公園。自然公園內有部分區域整備為都立狹山公園。

## 設施
都立狹山公園
多摩湖東岸區域的都立公園。
多摩湖自行車道
多摩湖至境淨水場的狹山、境綠道與多摩湖環湖自行車道。
停車場
村山貯水池駐在所前（村山下貯水池壩體南側）可容納45輛。

## 地理
- 狹山丘陵
- 多摩湖

## 周邊
- 都立野山北、六道山公園（日语：野山北・六道山公園）
- 都立八國山綠地（日语：八国山緑地）
- 都立東大和公園
- 狹山湖
- 西武園遊園地（日语：西武園ゆうえんち）、西武巨蛋
- 狹山丘陵生物接觸之里（狭山丘陵いきものふれあいの里）
- 歷史民族資料館
- 東大和市立狹山丘陵運動場（東大和市立狭山緑地フィールドアスレチック）

## 外部連結
- 東京都自然公園（東京都環境局）